# Aremark
Aremark ist eine Kommune im norwegischen Fylke Østfold. Die Kommune hat 1346 Einwohner (Stand: 1. Januar 2025). Verwaltungssitz ist die Ortschaft Fossby.

## Geografie

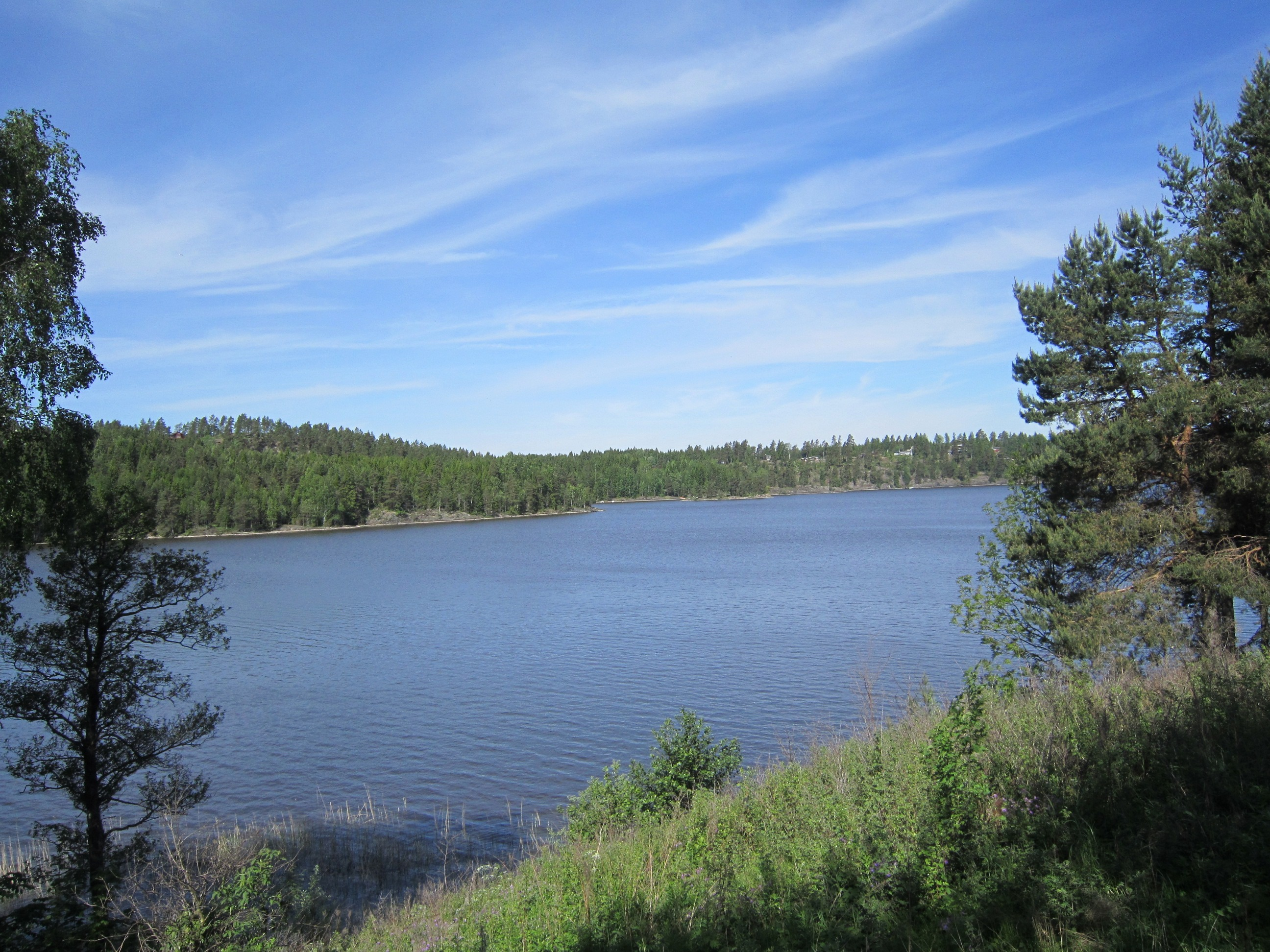
Blick auf den See Aremarksjøen

Aremark liegt im Osten des Fylkes Østfold an der Grenze zu Schweden. Die Kommune grenzt auf norwegischer Seite an die Kommune Halden im Süden und Westen, Rakkestad im Nordwesten sowie an Marker im Norden. In Aremark liegen mehrere Seen. Zu den größeren gehören die Seen Aspern und Ara (auch Aremarksjøen). Des Weiteren liegt der südliche Abschnitt des Sees Øymarksjøen im Norden der Kommune und auf der Grenze zu Schweden befindet sich der See Store Le (schwedisch Stora Le). Bis auf den Store Le sind fast alle Gewässer Teil des Flusssystems Haldenvassdraget. Die Gesamtfläche der Kommune beträgt 319,26 km², wobei Binnengewässer zusammen 37,31 km² ausmachen. Etwa 80 Prozent der Fläche sind mit Wald bedeckt.
Die Erhebung Høgestang im Süden des Gemeindeareals stellt mit einer Höhe von 274,63 moh. den höchsten Punkt der Kommune Aremark dar.

## Einwohner
Die Einwohner Aremarks leben größtenteils entlang den Seen und Flüssen des Haldenvassdragets. Die dichteste Besiedlung liegt im Norden der Kommune vor. Südöstlich des Ara-Sees liegt die Ortschaft Fossby. In der gesamten Kommune liegen keine Tettsteder, also keine Ansiedlungen, die für statistische Zwecke als eine städtische Siedlung gewertet werden. In den 1960er-Jahren wurde die Zahl der Einwohner rückläufig. Dies lag vor allem an der zurückgehenden Anzahl an Arbeitsplätzen in der Land- und Forstwirtschaft. Während Aremark im Jahr 1950 noch 1724 Einwohner hatte, lag die Zahl im Jahr 1970 nur noch bei 1353. In den 1860er-Jahren hatte Aremark noch über 2000 Einwohner. Ab den 1970er-Jahren wuchs die Zahl bis etwa 2000 wieder leicht an. Anschließend folgte ein erneuter Rückgang.
Die Einwohner der Kommune werden Aremarking genannt. Offizielle Schriftsprache ist Bokmål, die weiter verbreitete der beiden norwegischen Sprachformen.
| Jahr          | 1986 | 1990 | 1995 | 2000 | 2005 | 2010 | 2015 | 2020 | 2025 |
| ------------- | ---- | ---- | ---- | ---- | ---- | ---- | ---- | ---- | ---- |
| Einwohnerzahl | 1506 | 1493 | 1466 | 1451 | 1425 | 1424 | 1406 | 1325 | 1346 |

## Geschichte

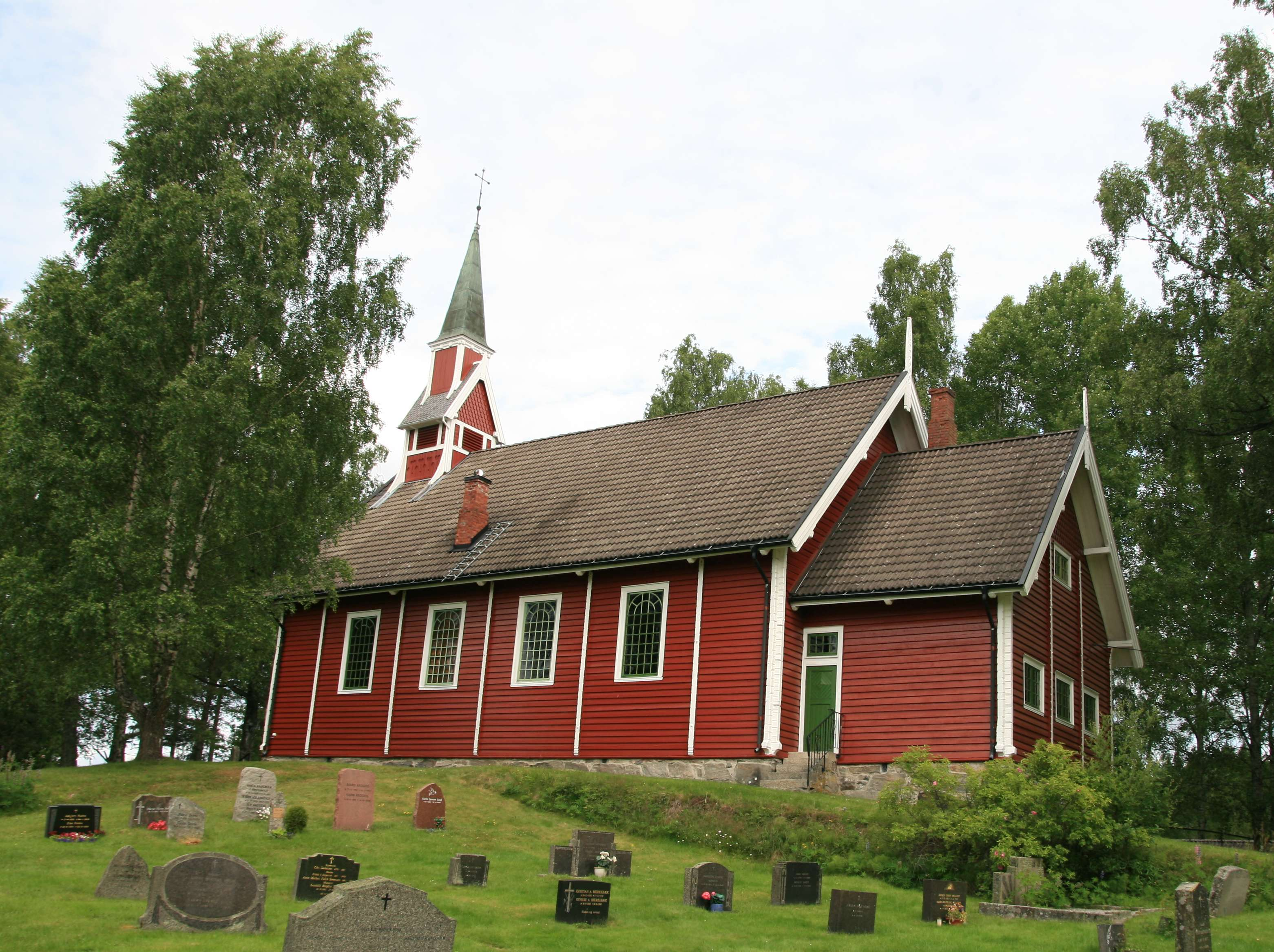
Holmgill kirke

Die Kommune Aremark wurde im Rahmen der Einführung der lokalen Selbstverwaltung im Jahr 1837 gegründet. Zum 1. Juli 1903 wurde Øymark von Aremark abgespalten und eine eigenständige Kommune. Øymark hatte bei seiner Gründung 1832 Einwohner, während Aremark mit 1881 Personen verblieb. Øymark ging zum Jahresbeginn 1964 in der Kommune Marker auf. Nach einer landesweiten Regionalreform gehörte Aremark von 2020 bis 2023 zum Fylke Viken.
Die Aremark kirke ist eine Kirche aus dem Jahr 1861. Im Jahr 1902 eingeweiht wurde die Holmgill kirke. Es handelt sich dabei um eine Holzkirche.
In Aremark befindet sich bei der Middle Farm am Hof Fang die Steinkiste von Søndre Fange.

## Wirtschaft und Infrastruktur

### Verkehr
Durch die kommune führt aus dem Südwesten kommend der Fylkesvei 21 in nördliche Richtung. Die Straße stellt die Verbindung zur weiter südwestlich gelegenen Stadt Halden her. Am Südufer des Aspern entlang verläuft im Süden der Kommune der Fylkesvei 106 nach Schweden.

### Wirtschaft
Wichtigste Wirtschaftsbereiche der Kommune sind die Land- und Forstwirtschaft. In der Landwirtschaft ist der Anbau von Getreide typisch und es werden vor allem Rinder und Hühner gehalten. Von eher geringer Bedeutung ist die Industrie und nur ein kleiner Teil der Arbeitsplätze ist in der Industrie verortet. In der Kommune befindet sich das Wasserkraftwerk Strømsfoss kraftverk. Es wurde 1994 in Betrieb genommen und hatte bis 2020 eine jährliche Durchschnittsproduktion von 1,6 GWh. Im Jahr 2021 arbeiteten von über 650 Arbeitstätigen nur etwa 230 in Aremark selbst. Rund 250 Personen waren in der Nachbarkommune Halden tätig. Der Rest verteilte sich auf Kommunen wie Sarpsborg und Marker.

## Wappen
Das seit 1986 offizielle Wappen von Aremark zeigt zwei blaue Elche auf silbernen Hintergrund. Damit soll gezeigt werden, dass der Wald mit seinem hohen Elchbestand eine große Rolle für die Kommune spielt.

## Persönlichkeiten
- Ludvig Ludvigsen Daae (1834–1910), Historiker
- Kristofer Randers (1851–1917), Schriftsteller und Dichter
- Ole Hallesby (1879–1961), Erweckungsprediger und lutherischer Theologe
- Olaf Sletten (1886–1943), Sportschütze
- Henriette Jæger (* 2003), Leichtathletin